# Hans Schiebelhuth

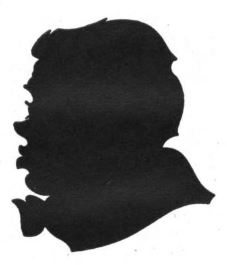
Hans Schiebelhuth. Scherenschnitt: Ernst Moritz Engert

Hans Schiebelhuth (* 11. Oktober 1895 in Darmstadt; † 14. Januar 1944 in East Hampton, New York, USA) war ein expressionistischer deutscher Schriftsteller und Dichter.

## Leben
Hans Schiebelhuth studierte 1913/14 in München und pflegte nach seinem Militärdienst enge Kontakte zu den Münchner Künstlern. Schon seit der Schulzeit am Darmstädter Ludwig-Georgs-Gymnasium verband ihn eine lebenslange Freundschaft zu seinem Klassenkameraden, dem späteren Maler Carl Gunschmann. Er schrieb für Zeitschriften wie Der Weg und Münchner Blätter für Dichtung und Graphik. Von Heft 4 bis 11 war Schiebelhuth Mitherausgeber der wichtigen hannoverschen Zeitschrift Der Zweemann (1919/1920). Er war als Mitglied des Henndorfer Kreises eng befreundet mit Carl Zuckmayer und hatte auch Verbindungen zu dem Kreis um den Dichter Stefan George. Mit Carlo Mierendorff, Theodor Haubach, Fritz Usinger arbeitete Schiebelhuth in Darmstadt an der Zeitschrift Das Tribunal. Hessische radikale Blätter mit, der Fortsetzung der Zeitschrift Die Dachstube; Das Tribunal erschien von 1919 bis 1921, herausgegeben von Carlo Mierendorff im Verlag Die Dachstube. Mit seiner kongenialen Übersetzung der Romane Schau heimwärts, Engel! und Vom Tod zum Morgen von Thomas Wolfe wurde Schiebelhuth so bekannt, dass darüber sein eigenständiges dichterisches Werk vielfach unbeachtet blieb. Im Herbst 1923 heiratete er die reiche US-Amerikanerin Alice True Williams. Gemeinsam mit seiner Frau fuhr Schiebelhuth im Mai 1937 in die Vereinigten Staaten, um sich in einer New Yorker Fachklinik wegen seines schweren Herzleidens behandeln zu lassen. Er kehrte nicht nach Deutschland zurück, blieb jedoch in brieflicher Verbindung mit Fritz Usinger, Herbert Nette, Ernst Kreuder und anderen deutschen Freunden. Auch mit dem ab 1938 in Neuseeland im Exil befindlichen, aus Darmstadt gebürtigen Karl Wolfskehl verband ihn eine Korrespondenz. Mit Carl Zuckmayer traf Schiebelhuth in jenen Jahren oft zusammen.
Schiebelhuth starb in seinem ländlichen Anwesen in East Hampton auf Long Island.
Hans Schiebelhuth wurde auf dem Waldfriedhof Darmstadt (Grabstelle: L 9a 11) bestattet.

## Preise
- 1947 wurde ihm postum der Georg-Büchner-Preis des Jahres 1945 verliehen.

## Werke
- Der kleine Kalender. Mit Zeichnungen von I. W. Schülein. Verlag Die Dachstube, Darmstadt 1919.
- Der Hakenkreuzzug. Neodadaistische Ungedichte. Mit Originalholzschnitten von Victor Joseph Kuron, Verlag Die Dachstube, Darmstadt 1920.
- Hymne des Maropampa. Mit 12 handkolorierten Holzschnitten von W. Müller-Worpswede. Hollander-Presse (Handdrucke der Hollander-Presse 1), Worpswede 1921.
- Wegstern Gedichte. Lichtenstein Verlag, Weimar 1921 (online – Internet Archive).
- Schalmei vom Schelmenried. 1933.
- Pierre Corneille: Der Lügner. In deutsche Verse übertragen von Hans Schiebelhuth, mit einem Nachwort von Fritz Usinger, Heidelberg 1954 (Veröffentlichungen der Deutschen Akademie für Sprache und Dichtung 1).
- Lyrisches Vermächtnis. Hrsg. von Fritz Usinger, Heidelberg, Darmstadt 1957 (Veröffentlichungen der Deutschen Akademie für Sprache und Dichtung 12).
- Gedichte, Übertragungen, Prosa, Briefe, Theaterkritiken. Hrsg. von Manfred Schlösser, 2 Bände, Darmstadt, Zürich 1966.

## Sonstiges
Der Büchnerpreisträger des Jahres 1946, Fritz Usinger, sagte über den Gedichtband „Wegstern“: „Von dem ‚Wegstern‘ darf man wohl sagen, dass es eines der schönsten und reifsten Gedichtbücher der Periode des Expressionismus ist“.